# Laurel Massé
Laurel Massé es una cantante estadounidense de jazz, que anteriormente formó parte de The Manhattan Transfer.

## Carrera
Massé nació en Holland, Míchigan, y creció en el Condado de Westchester, Nueva York, y vivió en Europa durante su adolescencia. En sus primeros años escolares desarrolló su afición a la música clásica, en particular, Beethoven, aunque también menciona a los Beatles, Pablo Casals, y a su abuelo como sus influencias. Su abuelo cantaba con los Waring's Pennsylvanians, grupo fundado por Fred Waring, y su madre cantaba ópera. Massé se inició en el piano, tocaba el violonchelo siendo adolescente, y fue autodidacta tocando la guitarra en los años 1960. Cantó en el coro y perteneció a bandas de rock en la enseñanza media. No se familiarizó con el jazz hasta los 20 años.
En 1972, Massé trabajaba de camarera en la ciudad de Nueva York cuando se montó en un taxi conducido por Tim Hauser. Massé y Hauser tenían la misma ambición de ser cantantes. Hauser había formado un grupo vocal, The Manhattan Transfer, que se disolvió tras grabar un álbum. Unas semanas después, uno de los pasajeros de Hauser le llevó a una fiesta donde se encontró con Janis Siegel, también aspirante a cantante. Entonces le presentaron a Alan Paul, y el cuarteto se completó. Su voz secundaria en múltiples estilos colocaron el repertorio de The Manhattan Transfer en el jazzy pop, el rock y el swing.
Con The Manhattan Transfer, Massé hizo una gira mundial, apareció en televisión, y vendió millones de discos hasta que tuvo un accidente de coche en 1979. No estaba a gusto en el grupo, y consideró el accidente como una ocasión providencial de iniciar una carrera como solista. En 1981, se trasladó a Chicago, y con la ayuda del cantante y pianista Judy Roberts, volvió a cantar en clubes. Grabó su primer álbum en solitario, Alone Together (Pausa, 1984), e hizo gira por Estados Unidos y Canadá.
Durante los años 1990, Massé vivió en North Creek, Nueva York en las Montañas Adirondack, concentrándose en la música clásica y celta. En 1997, se dedicó a la enseñanza en el Campus de Música y Danza Ashokan, y en 2004 en la Conferencia Internacional de Cabaret en la Universidad Yale. También enseñó en el Dartmouth College y en la Real Academia de Música en Londres. Ha sido solista y miembro del coro de la Catedral de San Juan el Divino, en Nueva York.

## Premios
- MAC Lifetime Achievement Award, 2004
- Bistro Mejor vocalista de Jazz, 2009

## Discografía
- Alone Together (Pausa, 1984)
- Easy Living (Pausa, 1986)
- Again (Disques Beaupré, 1990)
- Feather & Bone (Premonition, 2001)
- That Old Mercer Magic con Janis Siegel y Lauren Kinhan como Jalala (Dare, 2009)
- Once in a Million Moons with Tex Arnold (2012)

Con The Manhattan Transfer
- The Manhattan Transfer (1975)
- Coming Out (1976)
- Pastiche (1977)
- The Manhattan Transfer Live (1978)

Con otros
- Tim Curry, Simplicity (1981)
- Carol Hall, Hallways: The Songs of Carol Hall, (2008)
- Barry Manilow, Barry Manilow (1973)
- Tim Moore, White Shadows (1977)
- Professor Louie, Flyin' High (2002)
- Layne Redmond, Invoking the Muse (2004)
- Tony Trischka, New Deal (2003)